# Amerikanischer Cocker Spaniel

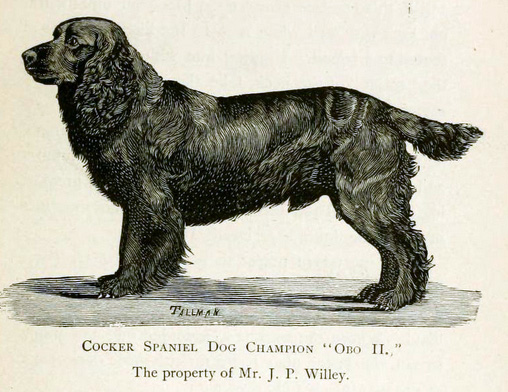
Vorläufer Amerikanischer Cocker Spaniel 1890

Der American Cocker Spaniel ist eine von der FCI (Nr. 167, Gr. 8, Sek. 2) anerkannte Hunderasse aus den USA.

## Herkunft und Geschichtliches
Der American Cocker Spaniel ist aus dem English Cocker Spaniel herausgezüchtet worden. Der Zeitpunkt, als die ersten English Cocker Spaniels in die USA kamen, ist unbekannt – sicher ist, dass um 1930 die Abweichung vom ursprünglichen Typ bereits so groß war, dass die Hunde als eigene Rasse gehandhabt wurden. 1940 wurde ein eigener Standard für die Rasse festgelegt; elf Jahre später folgte die Anerkennung durch die FCI. Die augenscheinlichsten Veränderungen sind das üppigere Haarkleid und der rundere Schädel.

## Beschreibung
Der American Cocker Spaniel ist etwas kleiner als der English Cocker Spaniel. Er hat eine kräftige, kompakte Statur, einen edlen Kopf und ist insgesamt ein völlig ausgewogener Hund. Das Maß von der Brustbeinspitze bis zum Sitzbeinhöcker ist geringfügig länger als das Maß vom höchsten Punkt des Widerrists bis zum Boden.
Der Körper ist leicht abfallend zur muskulösen Hinterhand, der Brustkorb ist tief, sein unterster Punkt nicht höher als die Ellenbogen, vorne genügend breit für ausreichenden Platz von Herz und Lunge. Das Haar soll am Kopf kurz und fein sein, am Körper von mittlerer Länge mit genügend Unterhaar zum Schutz. Der Behang, Brust, Bauch und die Rückseiten der Läufe sind gut befedert.
Das Fell ist entweder einfarbig oder mehrfarbig. Einfarbig ist es schwarz oder schwarz mit Loh-Abzeichen (etwas Weiß an der Brust und/oder am Hals ist erlaubt). Auch andere Einfarbigkeit ist üblich, die vom hellsten Creme bis zum dunkelsten Rot variiert, einschließlich Braun und Braun mit Loh-Abzeichen. Mehrfarbig hat es zwei oder mehr klare, gut voneinander abgegrenzte Farben, wobei eine weiß sein muss. Creme bis zum dunkelsten Rot variieren, braun/weiß und „schimmel“ (roan), einschließlich jeder dieser Farbkombinationen mit Loh-Abzeichen. Die Ohren sind lappig, lang, lederartig, gut befedert, nicht oberhalb der Linie der unteren Augenpartie angesetzt.
Amerikanische Cocker Spaniel können bis 12 Jahre und älter werden.

## Verwendung
Aufgrund des üppigen Haarkleides ist der American Cocker Spaniel kaum mehr als Jagdhund brauchbar. Trotzdem besitzt er noch seinen Jagdtrieb, weshalb er viel Bewegung braucht. Heute sind diese Hunde reine Showhunde und werden meistens als Begleit- und Familienhunde gehalten.